# Ilmar Rohloff de Mattos
Ilmar Rohloff de Mattos é um historiador e professor universitário brasileiro.

## Biografia
Desde cedo teve a predileção para a docência. Começou cedo, aos seis anos, alfabetizando uma mulher que prestava serviços em sua casa. Na adolescência desistiu de estudar Matemática para se dedicar à História. Afirma que a "História fala mais à imaginação”.
Ingressou no ensino superior durante o governo de Juscelino Kubitschek, e acreditava que o ensino da história tinha a missão de mudar o mundo. Com a experiência da formação e da docência, percebeu que o professor não tinha missão alguma, ele tinha por objetivo mostrar a existência de portas, sendo escolha do discente abri-las ou não.
Durante o AI-5 interrompeu o seu processo de doutoramento, só reiniciando quando a Ditadura Civil-Militar abriu seu processo de redemocratização.

### Formação e carreira
Formou-se em História pela Universidade Federal do Rio de Janeiro, em 1965, na época Universidade do Brasil. Realizou doutoramento em História Social pela Universidade de São Paulo, concluindo-o em 1985, sob orientação de Eduardo d'Oliveira França. Sua tese de doutorado acabou gerando seu livro mais importante: O tempo saquarema.
Atualmente é professor emérito da Pontifícia Universidade Católica do Rio de Janeiro. Foi professor da Universidade Federal Fluminense de 1971 a 1999, e, durante 40 anos, da rede estadual de educação do Rio de Janeiro. Atuou como professor visitante na Universidad de Buenos Aires, em 1999.
Orientou 23 trabalhos de pós-graduação. Foi orientador, entre outros, de Ricardo Henrique Salles e Marina de Mello e Souza.

### Vida pessoal
Foi colega de faculdade de Ciro Flamarion Cardoso. É casado com a historiadora Selma Rinaldi de Mattos.

## O tempo saquarema
Ver: Tempo Saquarema
O tempo saquarema: a formação do Estado Imperial, foi publicado inicialmente em 1985, estando, atualmente, na sua 7ª edição. Tendo recebido, em 1986 o Prêmio de Literário Nacional de História, patrocinado pelo Instituto Nacional do Livro.
Mattos revoluciona os estudos sobre o Segundo Reinado com a sua tese de doutorado. Em O tempo saquarema defende que ocorreu a formação de um bloco histórico nacional no Segundo Reinado, tendo por base a constituição de uma hegemonia de classe nesse período. Essa hegemonia foi a da classe de grandes proprietários de terras e de escravos, em particular de sua parcela da região cafeeira fluminense.
Tal hegemonia foi forjada a partir do processo de construção do próprio Estado imperial em íntima conexão com a formação mesma deste setor da classe de proprietários escravistas. A ideia da formação de uma hegemonia de um setor de classe que organizou o Estado imperial.
Sua obra O Império da Boa Sociedade nasceu de uma vontade de tornar O tempo saquarema mais didático e passível de se usar na sala de aula, na educação básica.

## Obras
- O Império da Boa Sociedade: A consolidação do Estado Imperial Brasileiro (2001). Conjuntamente a Márcia Gonçalves. Atualmente está na 14ª edição.[5]
- O Rio de Janeiro, capital do reino (1995). Conjuntamente a Luis Affonso Seigneur de Albuquerque, Selma Rinaldi de Mattos, Marly Rodrigues e Maria Helena Simões Paes.[7]
- Independência ou morte: a emancipação política no Brasil (1992). Conjuntamente a Luis Affonso Seigneur de Albuquerque.[8]
- O Tempo Saquarema: a formação da elite imperial do Brasil (1985).[5]
- Brasil: uma história dinâmica (1972). Conjuntamente a Ella Grinsztein Dotorri e José Luiz Werneck da Silva.[5]

## Homenagens
Recebeu em 2021 o título de cidadão benemérito do Rio de Janeiro, atráves de projeto de lei proposto por Tarcisio Motta (PSOL). O política afirmou que Mattos "é apaixonado pela profissão e inspirou milhares de outros professores ao longo de sua carreira”.
Recebeu em 2018 o titulo de professor emérito da Pontíficia Universidade Católica do Rio de Janeiro.
Em 1986 recebeu o Prêmio de Literário Nacional de História, patrocinado pelo Instituto Nacional do Livro, por sua obra O tempo saquarema.